# Aculops lapponicus
Aculops lapponicus är en spindeldjursart som först beskrevs av Roivainen 1950.  Aculops lapponicus ingår i släktet Aculops, och familjen Eriophyidae. Arten är reproducerande i Sverige.